# 丘吉嘉稱
丘吉嘉稱（藏語：ཆོས་ཀྱི་རྒྱལ་མཚན，威利转写：chos kyi rgyal mtshan，THL：Chokyi Gyaltsen；1337年—1448年），又譯為却吉嘉辰、却吉嘉岑，生於西藏噶瑪貢，為第五世噶瑪巴之徒。他是第一世廣定大司徒巴，為大司徒仁波切傳承的開始，傳說他是彌勒菩薩的化身。

## 生平
丘吉嘉稱出身於噶瑪波希氏族，少年時即出家，受比丘戒。在第五世噶瑪巴門下，接受了大手印傳承。噶瑪巴任命他為噶瑪貢寺住持。
噶瑪巴帶他一同至中國，晉見明成祖。1407年，明成祖封他為廣定大司徒，賜號灌頂圓通妙濟國師，賜與黑帽與水晶印璽。
1437年，明英宗再度封其為國師。

## 外部連結
- 八蚌全球網路中心《第一世廣定大司徒巴－丘吉嘉稱》（页面存档备份，存于）